# Écoulement potentiel

Écoulement potentiel autour d'un cylindre. Les lignes grises sont les lignes de courant. Plus la pression est faible, plus la couleur est claire.

En dynamique des fluides, un écoulement est potentiel lorsque son champ des vitesses {\displaystyle {\vec {v}}} est le gradient d'une fonction scalaire, appelée potentiel des vitesses (généralement noté {\displaystyle \varphi }) :
{\displaystyle {\vec {v}}={\vec {\nabla }}\varphi }.
Puisque le rotationnel d'un gradient est toujours égal à zéro, {\displaystyle {\vec {\nabla }}\times {\vec {\nabla }}\varphi ={\vec {0}}},
un écoulement potentiel est toujours irrotationnel :
{\displaystyle {\vec {\nabla }}\times {\vec {v}}={\vec {0}}}.
Les écoulements potentiels servent le plus souvent à décrire des écoulements de fluides parfaits, c'est-à-dire des écoulements où la viscosité peut être négligée, parce qu'un écoulement irrotationnel le reste tant que la viscosité est négligeable (équation d'Euler avec l'hypothèse que le champ de forces extérieures dérive d'un potentiel).
Si l'écoulement est incompressible, la divergence de {\displaystyle {\vec {v}}} est nulle :
{\displaystyle {\vec {\nabla }}\cdot {\vec {v}}=0}.
Le potentiel des vitesses {\displaystyle \varphi } est alors une solution de l'équation de Laplace :
{\displaystyle \nabla ^{2}\varphi =0},
où {\displaystyle \nabla ^{2}={\vec {\nabla }}\cdot {\vec {\nabla }}} est le laplacien (parfois noté {\displaystyle \Delta }).

## Interprétation du potentiel et de la fonction de courant
Soit {\displaystyle {\mathcal {A}}} un arc d'extrémités {\displaystyle M_{1}} et {\displaystyle M_{2}}. La circulation de la vitesse sur l'arc s'exprime comme :
{\displaystyle \int _{\mathcal {A}}{\vec {v}}\cdot {\vec {dM}}=\varphi (M_{2})-\varphi (M_{1}).}
En particulier, la circulation de la vitesse le long des équipotentielles est nulle.
On se place désormais en dimension deux, dans le cas d'un écoulement incompressible. On sait qu'il existe alors un champ {\displaystyle \psi }, appelé fonction de courant, tel que
{\displaystyle v_{x}={\frac {\partial \psi }{\partial y}},\quad v_{y}=-{\frac {\partial \psi }{\partial x}}}.
Les lignes iso-{\displaystyle \psi } sont des lignes de courant, et sont orthogonales aux équipotentielles du champ {\displaystyle \varphi }. Comme le champ de vitesse est irrotationnel, la fonction de courant {\displaystyle \psi } est également solution de l'équation de Laplace {\displaystyle \nabla ^{2}\psi =0}.
Le débit à travers un arc {\displaystyle {\mathcal {A}}} d'extrémités {\displaystyle M_{1}} et {\displaystyle M_{2}}, orienté de {\displaystyle M_{1}} vers {\displaystyle M_{2}} vérifie :
{\displaystyle \int _{\mathcal {A}}{\vec {v}}\cdot {\vec {n}}ds=\int _{\mathcal {A}}{\vec {\nabla }}\psi \cdot {\vec {t}}ds=\psi (M_{2})-\psi (M_{1}),}
avec {\displaystyle {\vec {n}}} le vecteur normal à l'arc {\displaystyle {\mathcal {A}}}, et {\displaystyle {\vec {t}}} le vecteur tangent à l'arc {\displaystyle {\mathcal {A}}}, tels que {\displaystyle {\vec {n}}={\vec {t}}\times {\vec {e_{z}}}}.

## Étude avec l'analyse complexe
A deux dimensions, les équations des écoulements potentiels sont très simples et peuvent être étudiées avec les outils de l'analyse complexe.
En effet, en exprimant les coordonnées de {\displaystyle {\vec {v}}} avec {\displaystyle \varphi } et {\displaystyle \psi }, on obtient le fait que la fonction {\displaystyle f:\mathbb {C} \rightarrow \mathbb {C} }  de la variable complexe {\displaystyle z=x+\mathrm {i} y} définie par {\displaystyle f(z)=\varphi (x,y)+\mathrm {i} \psi (x,y)} est holomorphe avec les équations de Cauchy-Riemann.
La fonction {\displaystyle f} est appelée potentiel complexe de l'écoulement.
On a également :
{\displaystyle f'(z)=v_{x}(x,y)-\mathrm {i} v_{y}(x,y).}
Cette égalité justifie d'appeler {\displaystyle f'} la vitesse complexe.

### Formule de Blasius
La formule de Blasius permet d'exprimer les efforts sur un obstacle. Appelons {\displaystyle {\mathcal {C}}} le contour de cet obstacle. On a  :
{\displaystyle F_{x}-\mathrm {i} F_{y}={\frac {\mathrm {i} }{2}}\rho \int _{\mathcal {C}}f'(z)^{2}dz}.